# Station Highbury & Islington
Highbury & Islington is een station van de London Overground aan de North London Line en de East London Line.

## Geschiedenis
De North London Railway (NLR) opende op 26 september 1850 een Victoriaans-gotisch gebouw aan de westkant van Holloway Road boven de spoorlijn onder de naam Islington. Na een verbouwing werd het op 1 juli 1872 omgedoopt tot 'Highbury & Islington'. In 1904 volgde de Great Northern & City Railway (GN&CR) met een ondergrondse lijn tussen Finsbury Park en Moorgate die op 28 juni werd geopend en een stationsgebouw kreeg aan de oostkant van Holloway Road. Op 27 juni 1944 werd het station van de NLR beschadigd door een V1, maar het bleef in gebruik tot de sloop en herbouw tussen 1962-1968 tijdens de aanleg van de Victoria Line. Van het oorspronkelijke station zijn alleen het zuidelijke perron en het deel van het stationsgebouw boven dat perron behouden. De roltrappen van het ondergrondse deel werden in 1968 tussen de nieuwe stationshal en de ondergrondse verdeelhallen gebouwd zodat er sindsdien sprake is van een gemeenschappelijk stationsgebouw.

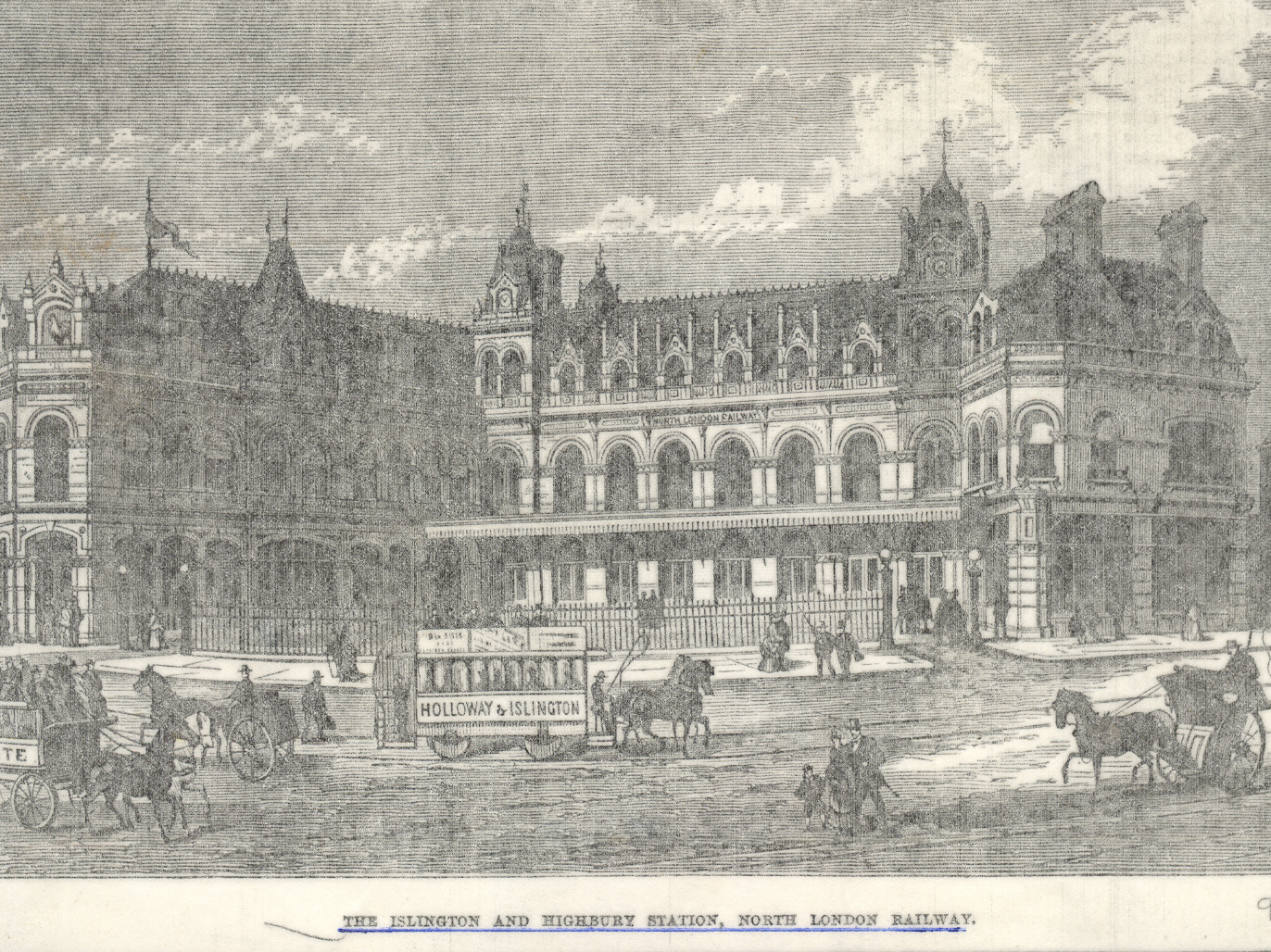
Het gebouw uit 1850
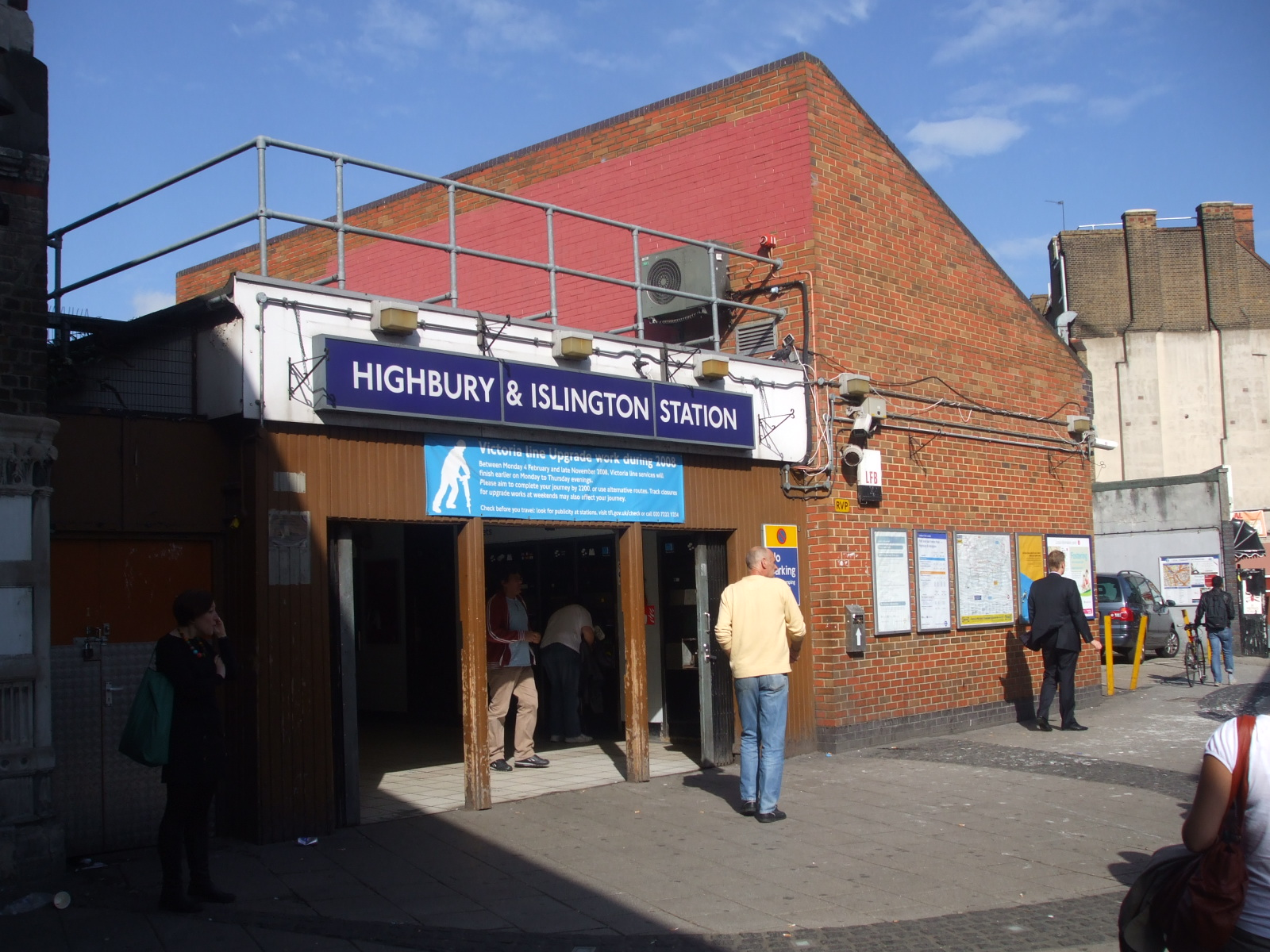
Het gebouw uit 1968
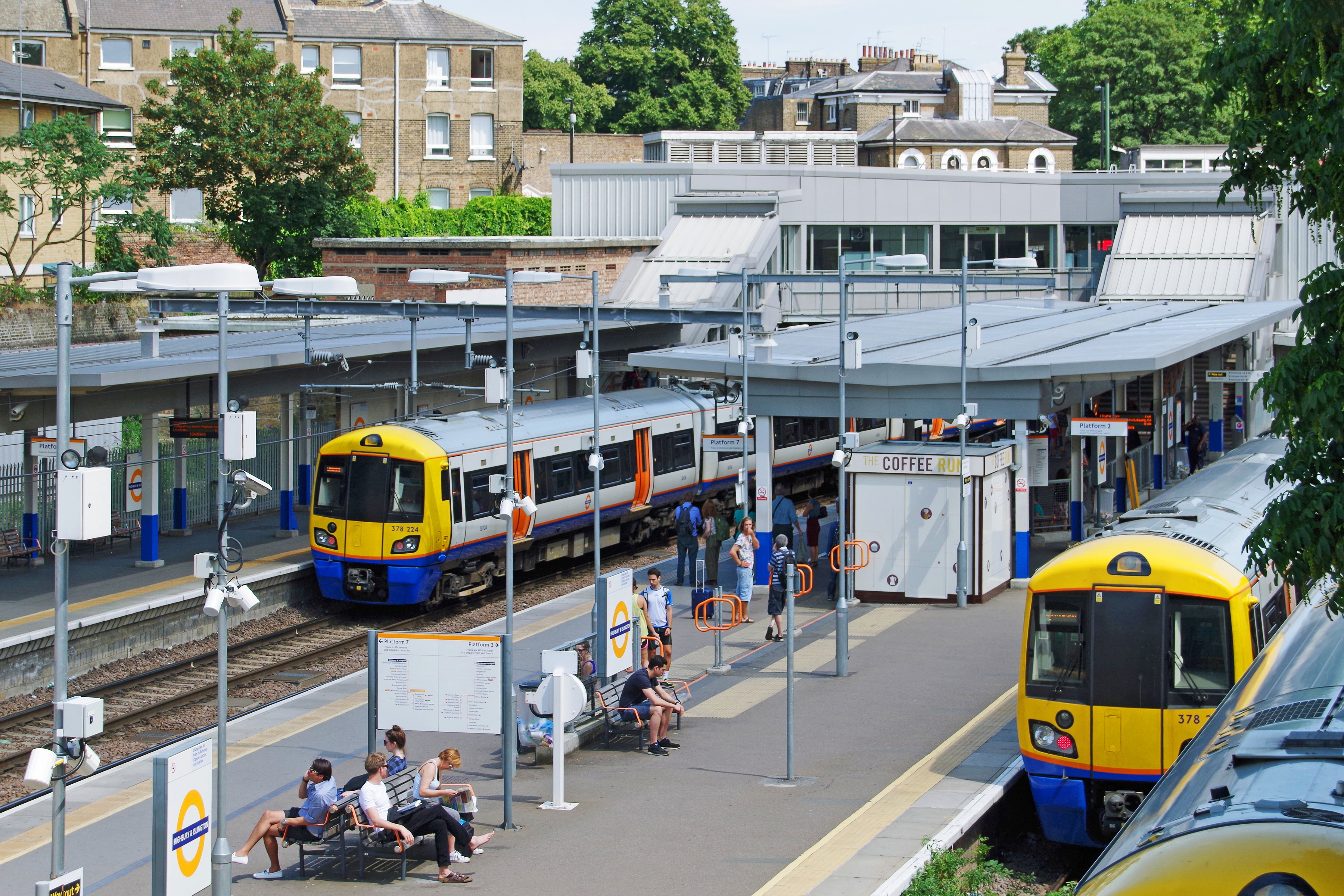
De bovengrondse perrons met overground treinen in 2014.

## Ligging en inrichting
Aan de North London Line ligt het aan de lijn tussen Richmond en Stratford. Het is ook het noordelijke eindpunt van de East London Line. 
De acht sporen van het spoorwegstation en het metrostation bij Highbury & Islington zijn doorgenummerd 1 t/m 8. De sporen van het spoorwegstation hebben de nummers 1, 2, 7 en 8. 
- Spoor 1 London Overground (East London Line) diensten naar Crystal Palace.
- Spoor 2 London Overground (East London Line) diensten naar West Croydon ('s zondags naar Clapham Junction).
- Spoor 7 London Overground (North London Line) diensten naar het westen.
- Spoor 8 London Overground (North London Line) diensten naar het oosten.

De North London Line (NLL) en East London Line (ELL) zijn onderdeel van de London Overground. Op 1 juni 2010, na de tijdelijke sluiting van de route van februari 2010 tot mei 2010, werden NLL-diensten omgeleid naar de nieuw gebouwde sporen 7 en 8 voor de lijnen met 25 kV ~ bovenleiding, die het oude spoor voor “bijzonder gebruik” vervingen. Spoor 1 en 2, die voorheen door de NLL  met derde rail werden gebruikt, werden op februari 2010 gesloten voor de ombouw ten behoeve van de ELL die sinds 2011 het station aandoet. Door de ombouw kunnen de treinen van de ELL conflictvrij van de NLL het station bereiken/verlaten. De sporen 1 en 8 liggen langs de bovengrondse zijperrons, de sporen 2 en 7 hebben een gemeenschappelijk eilandperron.

## Reizigersdiensten
Bovengronds onderhield Anglia Railways van 2000 t/m 2002 een treindienst tussen Norwich en Basingstoke via Stratford en Highbury & Islington onder de naam London Crosslink. In 2007 werd de North London Line gekocht door Transport for London, die de lijn opnam in het Overground net. Om nieuwe vierbaks treinstellen op het London Overground-netwerk te laten rijden, werd de North London Line tussen Gospel Oak en Stratford tussen februari en mei 2010 gesloten, terwijl een nieuw seinstelsel werd geïnstalleerd en 30 perrons werden verlengd. Tijdens deze sluiting werd de stationshal van Highbury & Islington vergroot en werden de bovengrondse perrons rolstoeltoegankelijk gemaakt. De North London Line heropend op 1 juni 2010; de perrons voor de East London Line gingen echter pas in maart 2011 open nadat de Western Curve was hersteld die het station met Dalston Junction en de rest van de East London Line verbindt.
Het station ligt in travelcard zone 2 van London. Volgens een telling van het Office of Rail and Road stond het station op de 13e plaats in het Verenigd Koninkrijk gemeten naar het aantal reizigers in 2018/19.

### East-Londen Line
Van maandag tot en met zaterdag is er de hele dag een dienst om de 6–9 minuten, en op zondag vóór 13.00 uur is er om de 15 minuten een dienst, daarna om de 7–8 minuten tot het einde van de dienst.

### North London Line
Van maandag tot en met vrijdag is er ongeveer elke 7-8 minuten een dienst gedurende de ochtend- en avondspits, die overgaat op ongeveer elke 10 minuten daluren. Op zaterdag en zondag rijdt ongeveer elke 10 minuten een trein. 

## Fotoarchief
- Oorspronkelijke NLR station
  - Gezamenlijke kaartverkoop in 1970
  - Northern City Line perron richting centrum in 1975
  - Gezamenlijke kaartverkoop in 2005
  - Ingang van het station in 2005, met links de overblijfselen van het oorspronkelijk station van de NLR